# 1re série 1963/64
Die Saison 1963/64 war die 42. Spielzeit der 1re série, der höchsten französischen Eishockeyspielklasse. Meister wurde zum insgesamt 20. Mal in der Vereinsgeschichte der Chamonix Hockey Club.

## Finalrunde
|    | Klub                                  | Punkte |
| -- | ------------------------------------- | ------ |
| 1. | Chamonix Hockey Club                  | 19     |
| 2. | Athletic Club de Boulogne-Billancourt | 17     |
| 3. | Sporting Hockey Club Saint Gervais    | 12     |
| 4. | Ours de Villard-de-Lans               | 8      |
| 5. | Gap Hockey Club                       | 3      |
| 6. | Lions de Paris                        | 1      |

Sp = Spiele, S = Siege, U = Unentschieden, N = Niederlagen